# コスモオーラ

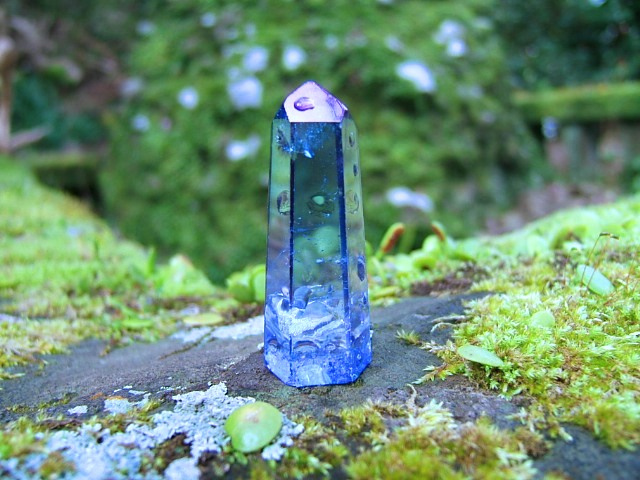
コスモオーラのポイント

コスモオーラ (cosmo aura) は人工的に作られた宝石の一種。水晶に金、インジウム、ニオビウムなど（チタンともいわれる）を蒸着して作られる。タンザナイトオーラ、セレスチャルオーラとも言う。
真空内において、水晶を熱し、その後高温に熱しイオン化した金属の蒸気を添加する。金属原子が水晶の表面に蒸着し独特の金属光沢を水晶に与える。
色合いは透明感のある青紫のような色でタンザナイトに似る。そのため別名に「タンザナイト（タンジン）オーラ」というものがある。表面に現れる反射光は 赤－ピンク色 を呈し、コーティングクリスタル（オーラクリスタル）独特の光沢を有す。

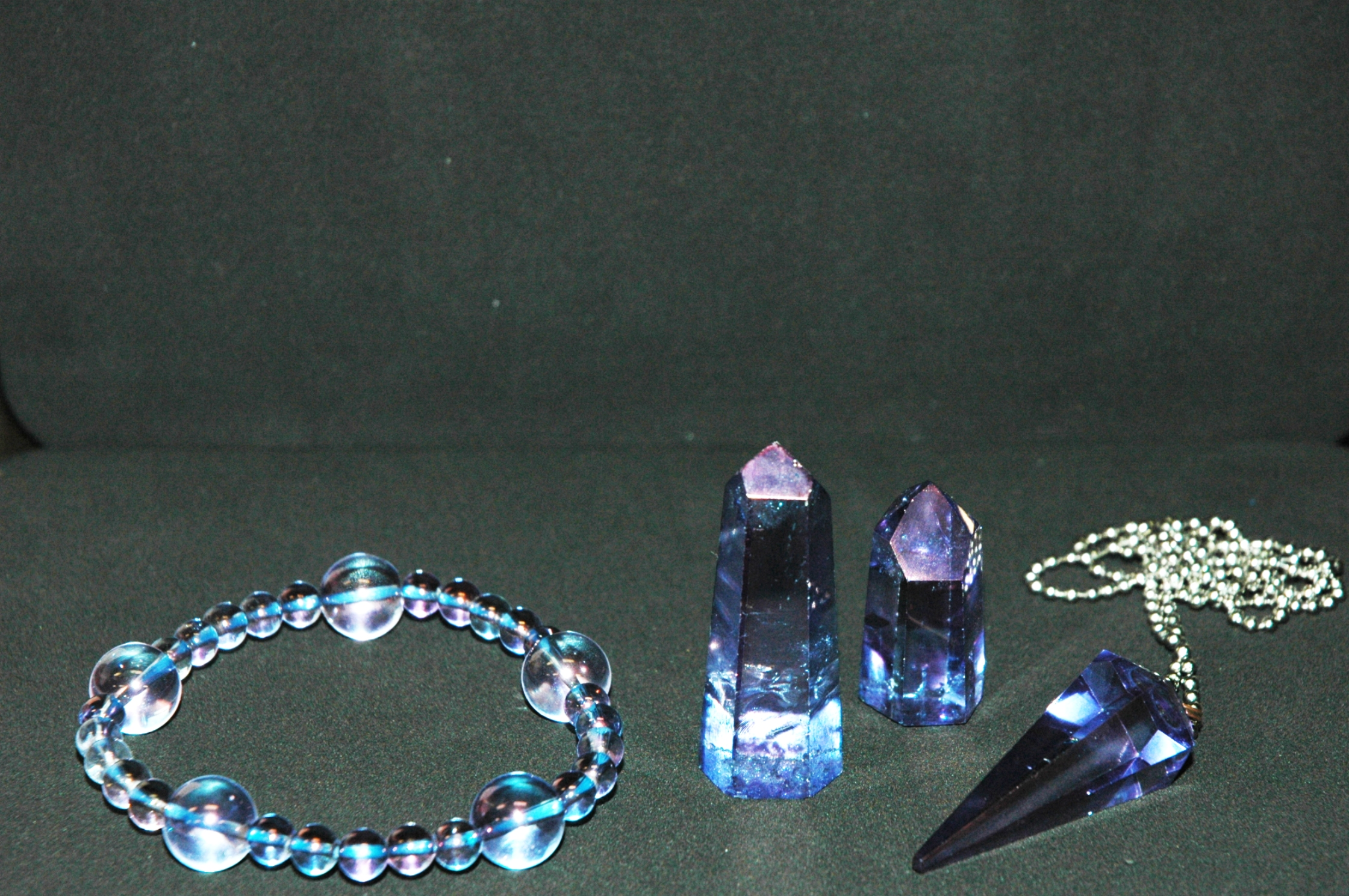
コスモオーラのアクセサリ等

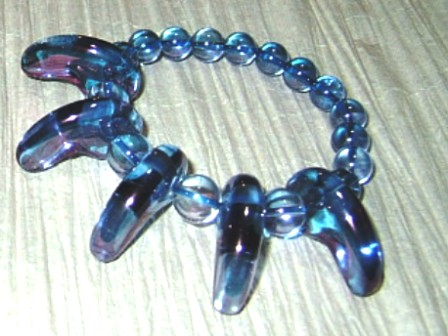
コスモオーラのブレスレット

コスモオーラはブレスレットなどの小さな装身具に用いるために、球状もしくはビーズ状に研磨されたものに加工を施しているものが多い。最近では勾玉や天使などの形状のものも見られるようになった。ペンダントなどの大きな装身具に用いたり、ポイントとして用いるために、水晶全体をそのまま用いることもある。またクラスター（群晶）のものも見られる。
コスモオーラもまたアクアオーラと同じく、しばしばクリスタルヒーリングに用いられる。クリスタルヒーラーの間では、さして高価ではなく入手も容易（アクアオーラほどの流通量はないが）であること、またその深く澄んだ色などから「天上のオーラクリスタル（セレスチャルオーラ）」とも呼ばれ人気がある。